# Дробінчук Олександр Миколайович
Олекса́ндр Микола́йович Дробінчу́к — старший солдат Збройних Сил України — український військовий, що загинув під час російського вторгнення в Україну, учасник російсько-української війни.

## Життєпис
Народився у 1986 році в селі Вернигородок, Вінницької області.
Брав участь у війні на сході та війні Росії в Україні за контрактом.
Загинув від ворожої кулі 3 березня 2022 року.
Залишились дружина та троє дітей.
Похований в м. Калинівка.

## Нагороди
- орден «За мужність» III ступеня (2022, посмертно) — за особисту мужність і самовіддані дії, виявлені у захисті державного суверенітету та територіальної цілісності України, вірність військовій присязі.